# Kirribilli House
Das Kirribilli House liegt in Sydneys Stadtteil Kirribilli, nach dem es seinen Namen erhalten hat. Es dient als Wohnhaus der Premierminister Australiens, sofern diese sich anlässlich offizieller Verpflichtungen in Sydney aufhalten.
Es wurde im Jahr 1855 von Adolphus Frederic Feez im Stil der Neugotik erbaut. Es liegt direkt am Kirribilli Point, dem äußersten südöstlichen Punkt Kirribillis direkt neben dem Admiralty House. Von dort aus hat man einen wunderschönen wie unverstellten Blick auf die Hafenbrücke (Sydney Harbour Bridge), das gegenüberliegende Opernhaus (Sydney Opera House) sowie das dahinterliegende Stadtzentrum Sydneys.

## Das Haus im Privatbesitz

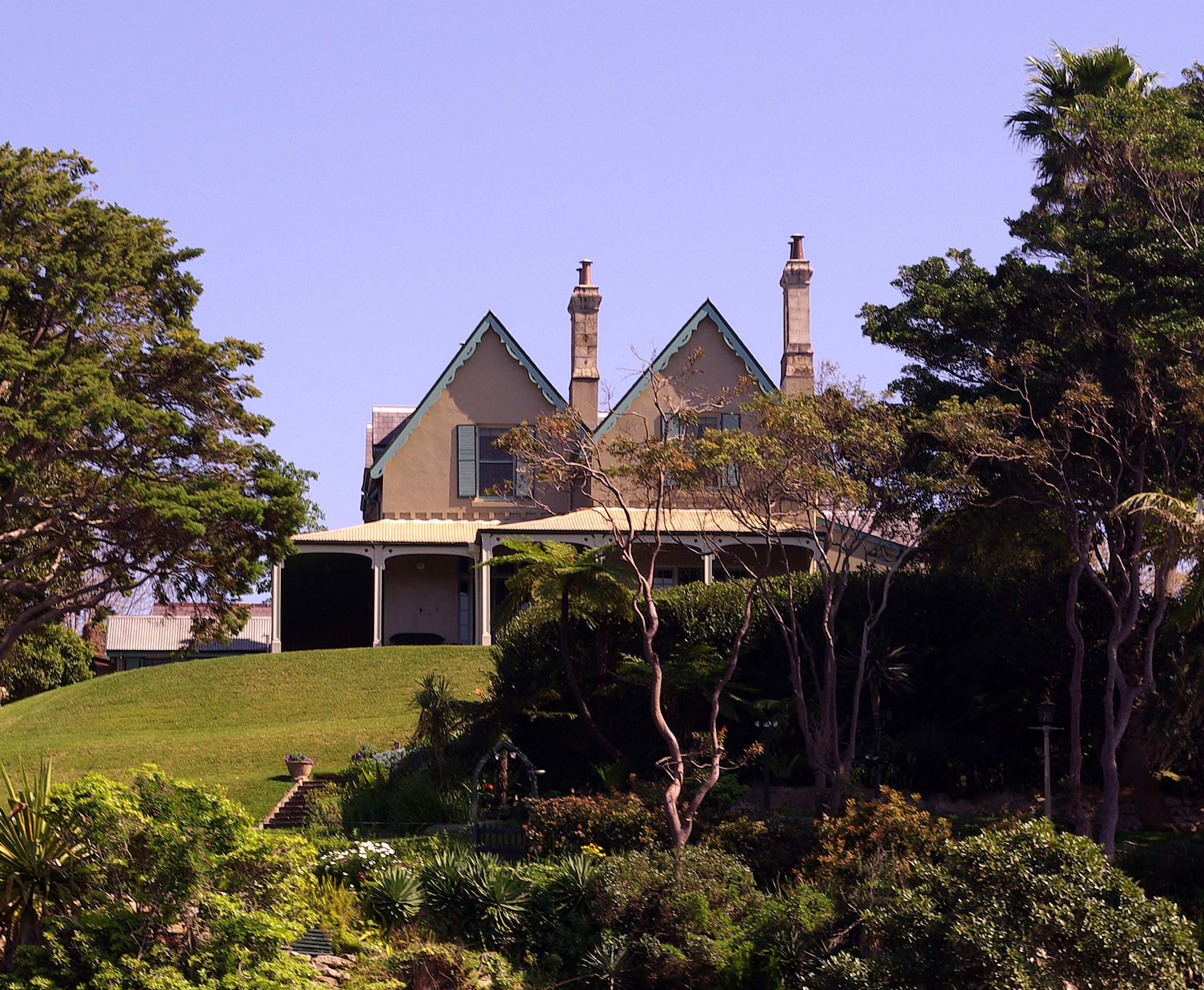
Die Ostseite des Kirribilli House im September 2007.

Das Land am Kirribilli Point, auf dem das Kirribilli House errichtet wurde, kaufte Adolphus Frederic Feez im Jahr 1854 J. L. Travers, dem Eigner des Admiralty House, für 200 Pfund ab. Es wurde später an einen Herrn Terry verkauft, der es seiner Enkelin vermachte. Frau Taylor und ihre Familie lebten während der 1860er bis 1880er Jahre in diesem Haus. Nach ihrem Tod erbte ihr Sohn T. Lawry das Haus. Nach dessen Tod im Jahr 1908 gehörte das Haus dem Ehepaar McCrae, die es am 20. Juni 1919 im Rahmen einer öffentlichen Versteigerung für 10.000 Pfund an Arthur Wigram Allen verkauften. Kurz darauf wurde bekannt, dass das Grundstück aufgeteilt und verkauft werden sollte, wogegen sich allerdings schnell die öffentliche Meinung wandte. Es wurde die Meinung vertreten, dass der Grund als Naherholungsgebiet besser nutzbar sei und dass das Kirribilli House gut als Museum dienen könnte. Schließlich gab der damalige Premierminister Billy Hughes sein Einverständnis, Grundstück und Haus in seiner Gesamtheit zu kaufen. Am 17. Januar 1920 ging daher das Eigentum an den australischen Staat über.

## Das Haus im Staatsbesitz
In den ersten Jahren nach dem Erwerb durch den Staat wurde das Kirribilli House zur Unterbringung der Bediensteten der Generalgouverneure Australiens genutzt, während diese im benachbarten Admiralty House wohnten.
Im Jahr 1930 beschloss die australische Regierung, das Admiralty House nicht weiter als Wohnhaus der Generalgouverneure zu nutzen, sofern diese sich in Sydney aufhalten. Da somit auch das Kirribilli House seinen Nutzen verlor, wurde es in der Folge bis zum Jahr 1953 an Privatleute vermietet.
1956 entschied die Regierung, das Kirribilli House grundlegend sanieren zu lassen. Hernach sollte es als Staatsgästehaus sowie Wohnhaus der australischen Premierminister genutzt werden. Die Sanierung wurde schließlich 1957 durchgeführt. Seitdem hat es diesen Zweck oftmals erfüllen können. Im Jahr 1980 wurde es abermals umfassend renoviert.
Entgegen den üblichen Gepflogenheiten nutzte der ehemalige australische Premierminister John Howard das Kirribilli House als offiziellen Wohnsitz und nicht das hierfür vorgesehene Gebäude The Lodge in der Hauptstadt Canberra. Hierzu wurde das Haus im Jahr 1996 seinen und den Wohnbedürfnissen seiner Familie angepasst. Die Entscheidung für das Kirribilli House als erstem Wohnsitz war umstritten und hatte immer wieder für mehr oder minder heftige Diskussionen gesorgt.
Das Haus, hierbei lediglich das Erdgeschoss sowie das umliegende Grundstück sind nur sehr selten im Rahmen eines „Tages der offenen Tür“ der Öffentlichkeit zugänglich.